# Герстнер, Томас
Томас Герстнер (нем. Thomas Gerstner; род. 6 ноября 1966, Вормс) — немецкий футболист, игравший на позиции защитника, и тренер. В настоящее время главный тренер клуба «Штрален».

## Клубная карьера
Герстнер карьеру футболиста провёл преимущественно во Второй Бундеслиге. В сезоне 1989/90 играл за «Хомбург» в Бундеслиге. Свой единственный гол в высшем немецком дивизионе Герстнер забил 22 августа в ворота «Санкт-Паули». Следующие три года провёл в «Ольденбурге», с которым почти вышел в Бундеслигу, заняв второе место в турнирной таблице сезона 1991/92.
Также выступал за «Вольфсбург», «Саарбрюккен», «Карл Цейсс» и дрезденское «Динамо». В последнем в 2001 году завершил карьеру футболиста.
В 1987 году Герстнер участвовал за сборную Германии на кубке мира по футболу среди военнослужащих в Италии, где немцы заняли второе место.

## Карьера тренера
В конце карьеры футболиста Герстнер выполнял роль играющего тренера в клубе «Карл Цейсс» в сезоне 1998/99. После окончания карьеры футболиста он был главным тренером «Штралена», которым управлял с 1 октября 2002 года по 30 июня 2003 года.
С августа 2006 по июнь 2006 руководил клубом «Шёнберг 95» из Оберлиги. В следующем году стал помощником Франко Фоды в австрийском «Штурме». 24 июня 2009 года Герстнер был назначен главным тренером «Арминии». Его контракт был рассчитан до 30 июня 2010 года, но руководители команды 11 марта 2010 года уволили Томаса. После чего клубом из Билефельда руководили его ассистенты: Франк Эулберг и Йорг Бёме. 28 февраля 2011 года Герстнер занял должность главного тренера в «Киккерсе» из Оффенбаха, но был уволен через два месяца из-за отсутствия хороших результатов.
В мае 2017 года стал новым менеджером национальной футбольной команды Северной Кореи в возрасте до 20 лет. с февраля 2018 руководит женским клубом «Дуйсбург».

## Личная жизнь
С 1992 года Герстнер женат на художнице Хайди Герстнер, которая руководит галереей в Дюссельдорфе.